# Sage vom Hecht im Kaiserwoog

Der Fisch auf dem Kaiserslauterer Stadtwappen

Die Sage vom Hecht im Kaiserwoog kündet von einem angeblichen Geschehnis, das sich 1497, im ausgehenden Mittelalter, in der damals kurpfälzischen Stadt Lautern, heute Kaiserslautern (Rheinland-Pfalz), zugetragen haben soll. Dort soll in einem Kaiserwoog genannten See ein uralter, riesiger Hecht gefangen worden sein, der einen Ring mit griechischer Inschrift getragen habe. Der überlieferte Wortlaut besagt, dass Kaiser Friedrich II. den Hecht eigenhändig im Jahr 1230 – das heißt 267 Jahre zuvor – als ersten Fisch in den See gesetzt habe.
In einer anderen Überlieferung wird die Begebenheit in nahezu gleicher Form für die damalige Reichsstadt Heilbronn berichtet; dort kennt man sie als die Sage vom Hecht im Böckinger See. Die Ereignisse um den Hecht von Heilbronn bzw. Kaiserslautern wurden mehrere Jahrhunderte lang von Gelehrten in Fachbüchern zur Fischkunde wie auch zur deutschen Geschichte als tatsächlich geschehen weitergegeben und erst nach der Zeit der Aufklärung aus dem Bereich der Wissenschaft in den Bereich der Sage verschoben.

## Die Sage
Der Sage nach machte man am 6. November 1497 im Kaiserwoog zu Lautern, heute Kaiserslautern, einen Aufsehen erregenden Fang. Es sei ein Hecht von 19 Schuh Länge (nach heutigem Maß 5,70 Meter) und 350 Pfund Gewicht aus dem Wasser gezogen worden. Hiervon kündete eine Tafel, die einst in der Lauterer Kaiserpfalz hing. An seinem Halse habe der Riesenfisch einen Ring aus vergoldetem Kupfer getragen, der aus kleinen Kettengliedern bestanden habe und in den Buchstaben eingelassen gewesen seien. Die Merktafel habe festgehalten: „Dieses ist die Form des Ringes oder des Kettchens, so der Hecht an seinem Halse 267 Jahre getragen hatte.“ Der Hecht sei in die Residenzstadt Heidelberg gebracht und an der Tafel von Kurfürst Philipp dem Aufrichtigen verspeist worden. Die griechische Inschrift des Ringes habe Johann XX. von Dalberg, Kanzler des Kurfürsten und Bischof von Worms, übersetzt: „Ich bin der Fisch, so am ersten unter allen in den See getan worden durch des Kaisers Friedrich des Anderen Händ’ den 5. Weinmonat im Jahre eintausendzweihundertunddreißig.“

## Geschichtlicher Hintergrund
Zwischen 1152 und 1158 ließ Friedrich Barbarossa, zunächst König und ab 1155 Kaiser des Heiligen Römischen Reiches, als eine der Residenzburgen in seinen staufischen Stammlanden die Kaiserpfalz zu Lautern erbauen. Barbarossas Biograph Rahewin beschrieb die Anlage an der Lauter um 1160: „In Kaiserslautern hat er (Friedrich I.) ein königliches Haus aus roten Steinen errichtet und mit nicht geringer Pracht ausgestattet. Denn auf der einen Seite hat er es mit einer starken Mauer umgeben, die andere Seite umspült ein seeähnlicher Fischteich, der zur Weide der Augen wie des Gaumens alle Delikatessen an Fischen und Geflügel enthält. Daran stößt ein Park, der einer Fülle von Hirschen und Rehen Nahrung bietet.“ Kaiserslautern kam 1375/1402 als Reichspfandschaft an die Kurpfalz. Zwischen 1570 und 1580 ließ Pfalzgraf Johann Casimir ein Renaissanceschloss erbauen, das an die Kaiserpfalz angrenzte. Kaiserpfalz, Casimirschloss und der seeähnliche Fischteich lagen in der Stadtmitte nahe der Stelle, an der sich das von 1963 bis 1968 erbaute moderne Rathaus erhebt. Der Kaiserwoog hatte im Jahr 1760 eine Fläche von 40 Morgen, das sind 10 Hektar; er wurde nach 1766 trockengelegt.

## Wahrheitsgehalt
Der in der angeblichen Inschrift genannte Kaiser Friedrich II. verbrachte den größten Teil seiner Regierungszeit in Sizilien und Süditalien. In den Jahren zwischen 1220 und 1234 weilte er nicht in Deutschland. Zum 3. Oktober 1230 zeigt sein Itinerar ihn in Melfi in Unteritalien, was seine Anwesenheit in Deutschland zur angegebenen Zeit – 5. Oktober 1230 – ausschließt.
In älteren Fassungen der Sage ist nur die Rede davon, dass der Ring in die damalige kurpfälzische Residenzstadt Heidelberg gebracht worden sei. Nach jüngeren Fassungen wurde der Hecht selbst in Heidelberg an der Tafel des Kurfürsten Philipp verspeist, und bei dieser Gelegenheit sei auch der Ring präsentiert worden. Darauf bezieht sich Lehmann, wenn er annimmt, der Pfalzgraf habe vielleicht an seiner Tafel einmal einen besonders großen Hecht auftragen und diesem als „Hof- oder Gelehrten-Späßchen“ ein vielleicht in der Schatzkammer bereits vorhandenes Schmuckstück umlegen lassen.
Die angegebenen Zahlen für Größe, Gewicht und Alter des Fisches übertreffen die Maße heutiger Hechte um ein Drei-, Vier- oder Fünffaches. Zudem ist in der Pfalz die Hechtart Esox lucius verbreitet; ausgestorbene Riesenhechte sind nicht bekannt.

## Zeitgenössische Erzählvarianten und Bewertungen

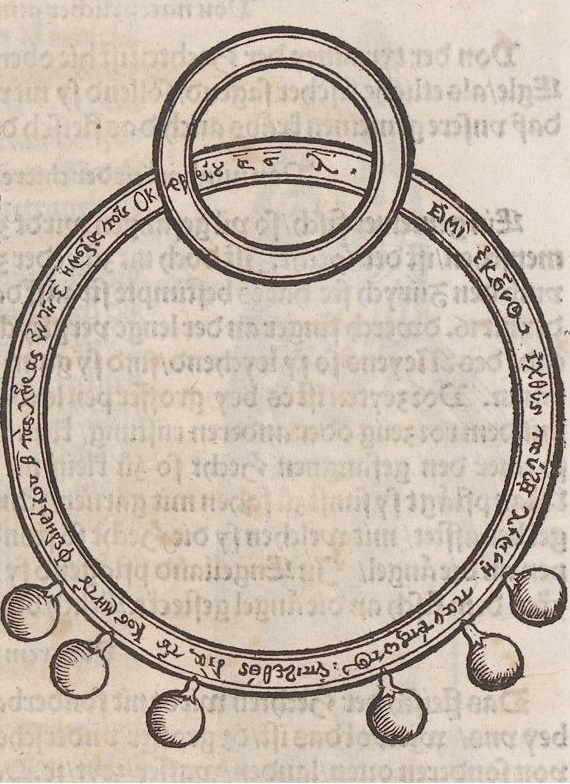
Ring mit griechischer Inschrift – Gessners Darstellung von 1558

Martin Crusius schrieb in seinen 1595/1596 im Druck erschienenen Annales Suevici, dass Conrad Gessner von dem Fang des kaiserlichen Hechts in einem See bei Heilbronn berichtet habe, dagegen werde in handschriftlichen Aufzeichnungen die Geschichte in gleicher Weise, jedoch unter Angabe des Fanggewichtes von 350 Pfund, für die Stadt Kaiserslautern berichtet. Crusius entschied sich dann für Heilbronn als den wahrscheinlicheren Schauplatz. Dass der Kaiser im gleichen Jahr 1230 zwei Hechte, einen in Heilbronn und einen in Kaiserslautern, eingesetzt hätte und diese dann im gleichen Jahr 1497 gefangen worden wären, erschien ihm allzu unwahrscheinlich.
Genauere Angaben zum Fangort Kaiserslautern machte Marquard Freher im zweiten Band seiner 1613 gedruckten Origines Palatinae. Ebenfalls unter Berufung auf Conrad Gessners Angaben teilte er mit, im Jahr 1497 sei im Kaiserwoog bei Kaiserslautern ein sensationeller Fang gemacht worden: Man habe einen Hecht gefangen, der einen vergoldeten Ring von Kupfer mit kleinen Kettlein getragen habe, der an den Kiemen unter der Haut hervorgeschimmert habe. Die griechische Inschrift des Ringes habe seinerzeit der Bischof von Worms, Johann von Dalberg, ins Lateinische übersetzen können:

“ΕΙΜΙ ΕΚΕΙΝΟC ΙΧΘΥC Ο ΤΗΝ ΛΙΜΝΗΝ ΠΑΝΤΟΠΡΩΤΟC ΕΙΛΥΤΑ ΔΙΑ ΤΟΥ ΚΟCΜΕΤΟΡΟC ΦΕΔΗΡΙΚΟΥ ʹB ΤΑC ΧΕΙΡΑC ΕΝ ΤΗ ʹΕ ΗΜΕΡΑ ΤΟΥ ΟΚΤΟΒΡΙΟΥ ʹΑ ʹC ʹΛ.”

„Sum ille piscis stagnum omnium primum ingressus per Imperatoris Federici II. manus, quinta die Octobris Anno MCCXXX.“

„Ich bin jener Fisch, der in diesen See zuallererst gesetzt wurde durch die Hände des Herrschers Friedrich des Zweiten am 5. Tag des Oktobers 1230.“

Abweichend zu Conrad Gessner gab Freher die Inschrift in Versalien an, das Sigma dabei in C-Form, mit etwas abweichender Fassung des griechischen Texts. Freher berief sich auf ein Gemälde des Hechts mit dem Ring. Es zeige in der Burg zu Kaiserslautern die Länge des Fisches an durch eine schwarze Linie von 19 Fuß Länge – nach heutigem Maß 5,70 Meter – mit folgender Beischrift:

“Diß ist die grösse des Hechts / so Kayser Friderich dieses Namens der ander / mit seiner hand zum ersten in den Wag zu Lauttern gesetzt / vnd mit solchem Ring bezeichnet hat a°. 1230. Wurd gen Heidelberg gebracht den 6. Novembris a°. 1497. als er darin gewesen war 267. Jahr.”

Daneben sei auch der Ring abgebildet mit folgender Beischrift:

“Haec est forma annuli quem Lucius gessit in collo ad CCLXVII. annos; qui captus anno MCCCCXCVII. Lutrae ex stagno, et Heidelbergam perlatus IX. Novemb. hora post meridem secunda.”

„Dies ist die Form des Ringes, den der Hecht 267 Jahre lang am Hals trug, der anno 1497 aus dem Woog zu Lautern gefangen wurde, wurde nach Heidelberg gebracht am 9. November um 2 Uhr nachmittags.“

Der Ring mit der Inschrift wurde 1612 – laut Freher zu Recht – in der kurfürstlichen Schatzkammer zu Heidelberg aufbewahrt. Freher schließt die Bemerkung an, dass der hochgelehrte Conrad Gessner falsch unterrichtet gewesen sei und richtiger von dem Hecht berichtet hätte, wenn er das Bild in Kaiserslautern gekannt hätte. Frehers Angaben bleiben die einzige Quelle für das Bild in der Kaiserslauterer Burg und den Ring in der Heidelberger Schatzkammer. Spätestens nachdem Kaiserslautern 1635 und Heidelberg 1622 und 1693 in kriegerischen Auseinandersetzungen erobert und geplündert worden waren, verliert sich die Spur des Bildes und des Ringes. In Kaiserslautern galt Frehers Version der Geschichte, während man in Heilbronn Gessners Version in Ehren hielt und ebenfalls ein Gemälde des Hechts besaß. Johann Matthäus Faber schrieb, Freher sei falsch unterrichtet und verlege die Hechtgeschichte nach Königslutter (das stimmt so nicht, da Freher nur die Namensähnlichkeit von Königslutter mit Kaiserslautern bespricht, den Fang aber nach Kaiserslautern legt), „und so er unsern Hecht zu sehen bekommen, würde er wohl seine Relation geändert haben.“
Die Erzählung vom Hecht von Heilbronn und Kaiserslautern wurde mehrere Jahrhunderte lang von Gelehrten in Fachbüchern zur Fischkunde und zur deutschen Geschichte tradiert. Einige überlegten, ob der Hecht bereits ausgewachsen gewesen sei, als ihn der Kaiser in den Teich gesetzt hatte, oder ob er in den 267 Jahren weiter gewachsen sei, dann hätte der Ring durch eine ausgeklügelte Konstruktion mit dem Fisch mitwachsen müssen. Eine Annahme ging dahin, dass der Kaiser dem Fisch eine besondere Lebenskraft mitgegeben habe, die sein Fortleben erst ermöglichte – wie ja auch der Kaiser Friedrich selbst in den Volkssagen fortlebte. Dass Hechte und andere Fische ein hohes Alter erreichen können, stand noch für Linné fest, der sich dafür auf die Erzählung vom Hecht von Heilbronn und Kaiserslautern berief.
Die Naturforscher Georges Cuvier und Achille Valenciennes widmeten 1846 der Hechtsage von Heilbronn und Kaiserslautern, die „in fast allen ichthyologischen Fachbüchern nacherzählt wird,“ eine siebenseitige Untersuchung und verwiesen sie ins Reich der Sage. Allerdings ließen sie sich den Bären aufbinden, dass in Mannheim noch das Skelett des Fisches gezeigt werde. Das war jedoch ein Walskelett. Auch Johann Georg Lehmann schob die Erzählung 1853 aus dem Bereich der historischen Wissenschaft in den Bereich der Sage.

## Weitere Geschichten

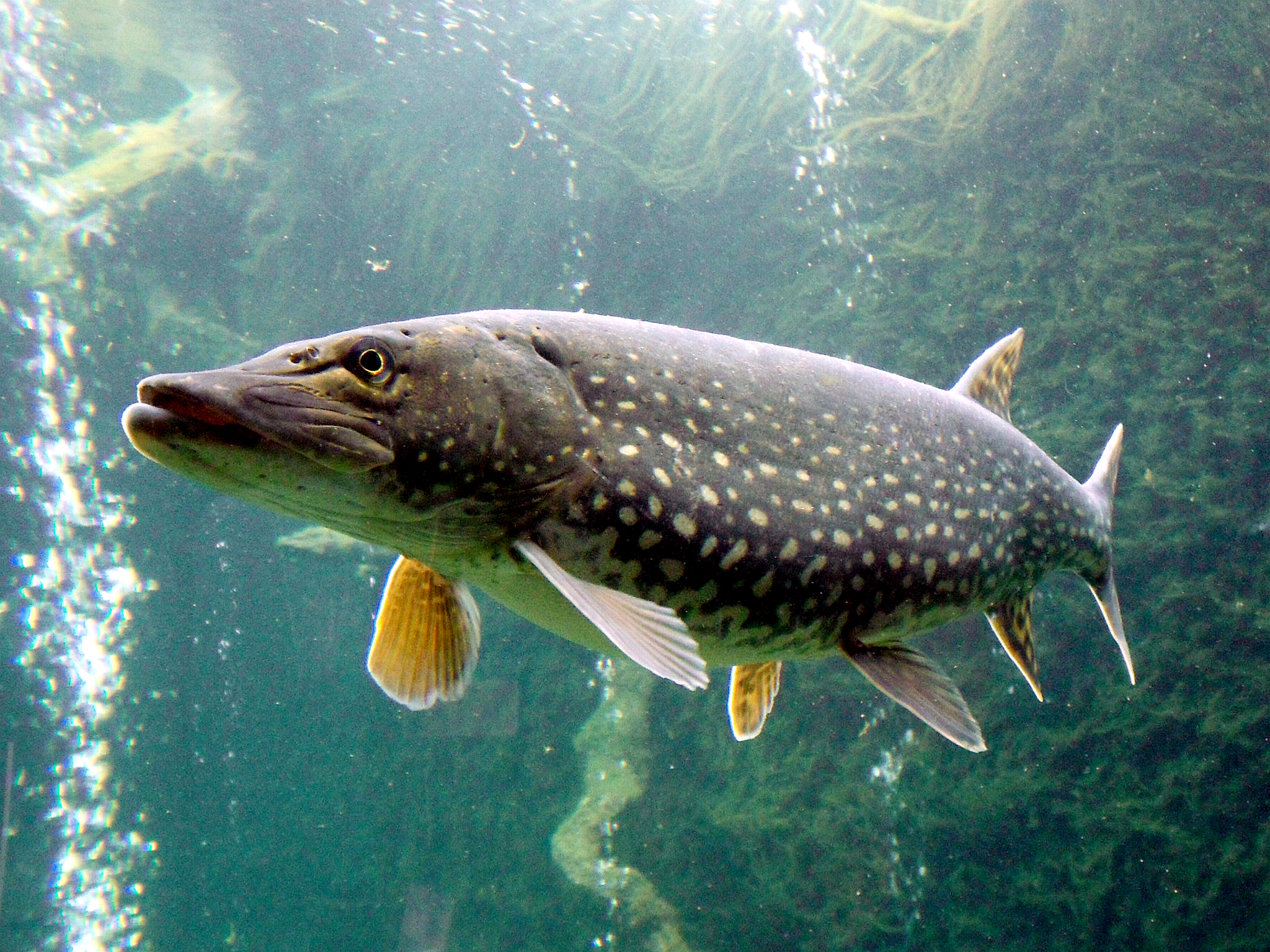
Hecht (Esox lucius)

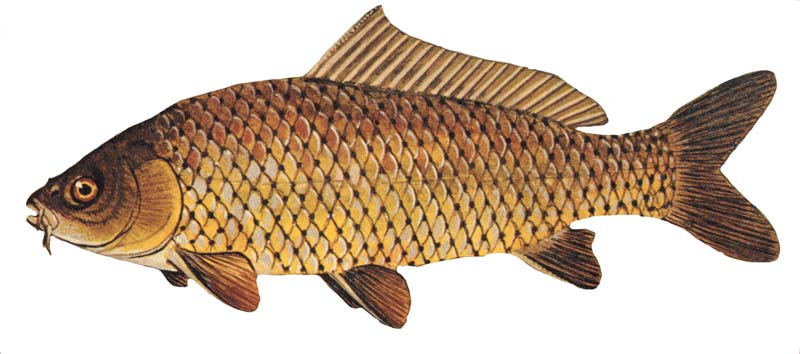
Wildform des Karpfens (Cyprinus carpio)

Mehrere Geschichten in und um Kaiserslautern sind auf geheimnisvolle Weise mit der Sage vom Hecht im Kaiserwoog verknüpft:

### Der Fisch im Stadtwappen von Kaiserslautern
Bereits im ältesten Stadtsiegel von Kaiserslautern, von dem ein Abdruck aus dem 14. Jahrhundert überliefert ist, findet sich zwischen der Darstellung zweier Gebäude – Kaiserpfalz und Kapelle – mittig ein Streifen mit zwei Fischen. In späteren Siegeln kommt ein Fisch oder auch kein Fisch vor. Welche Fischart gemeint ist, lässt sich den alten Siegelabdrücken nicht entnehmen. Lehmann deutet die Siegel so, dass der Pfahl die durch Kaiserslautern fließende Lauter darstelle, in die zur Verdeutlichung manchmal ein oder zwei Fische eingezeichnet seien. Aus dem Siegel ist das Stadtwappen abgeleitet, das mittig einen Pfahl mit einem steigenden Fisch zeigt, der an den Hecht im Kaiserwoog erinnert.

### Die beiden Karpfen im Kaiserwoog
Aus dem Jahr 1537 ist ein Flugblatt überliefert, das die Kaiserslauterer Sage in der ältesten überlieferten Fassung erzählt. Dort ist die Rede nicht von Kaiser Friedrich II., sondern nur von dem Kaiser Friedrich, dessen Rückkunft erwartet werde. Dabei unterscheidet die Volkssage nicht zwischen den Kaisern Friedrich I. und seinem Enkel Friedrich II., die beide in fernen Landen starben und begraben liegen. Die Rede ist nicht von einem Hecht, sondern von einem Karpfen:

„In demselbigen See (dem Kaiserwoog zu Lautern) soll er (Kaiser Friedrich) einmal einen großen Karpfen gefangen und ihm zum Gedächtnis einen güldenen Ring von seinem Finger an ein Ohr gehangen haben. Derselbige Fisch soll, wie man sagt, ungefangen in dem Weiher bleiben bis auf Kaiser Friedrichs Zukunft. Auf eine Zeit, als man den Weiher gefischt, hat man zwei Karpfen gefangen, die mit güldenen Ketten um die Hälse zusammen verschlossen gewesen, welche noch bei Menschengedächtnis zu Kaiserslautern an der Metzlerpforte in Stein gehauen sind (in der sprachlich modernisierten Fassung der Brüder Grimm von 1816).“

### Der Ring des Erzbischofs
Johann Goswin Widder erzählte 1788 zunächst die Geschichte nach Freher, um dann fortzufahren, dass „vor ungefähr 12 Jahren“ in dem Stadtwooge zu Kaiserslautern ein kupferner Ring ausgefischt und nach Mannheim gebracht worden sei, mit folgender Inschrift:

“SER. FRAN. LVD. EELCT. TREV. ME IMPOS. 1721 DIE 23 APR. POND. 8. LIB.”

„Der allerdurchlauchtigste Franz Ludwig, Kurfürst von Trier, hat mich eingesetzt, da ich 8 Pfund wog, 1721, am 23. April.“